# Otto Geyer
Otto Geyer (* 8. Januar 1843 in Charlottenburg; † 25. März 1914 ebenda; vollständiger Name: Karl Ludwig Otto Geyer) war ein deutscher Bildhauer, Medailleur und Hochschullehrer.

## Leben
Geyere war der Sohn des Archidiakons Friedrich Wilhelm Ludwig Geyer und Bruder des Architekten Albert Geyer. Er studierte von 1859 bis 1864 an der Berliner Kunstakademie und im Atelier des Bildhauers Hermann Schievelbein. Nach dem Tod Schievelbeins im Jahr 1867 übernahm er dessen Atelier. Geyer setzte 1869 seine Studien in Kopenhagen am Thorvaldsen-Museum fort.
Ab 1891 unterrichtete er als Nachfolger des jung verstorbenen Bildhauers Bernhard Roemer ornamentales und figürliches Modellieren an der Technischen Hochschule (Berlin-)Charlottenburg, ab 1892 auch an der II. Handwerkerschule Berlin in der Andreasstraße, deren Leiter er von 1904 bis 1913 war. 1893 erhielt Geyer den Professorentitel. Schüler Geyers waren u. a. die Bildhauerin Lilli Finzelberg (1872–1939) und der Porzellankünstler Hugo Meisel.

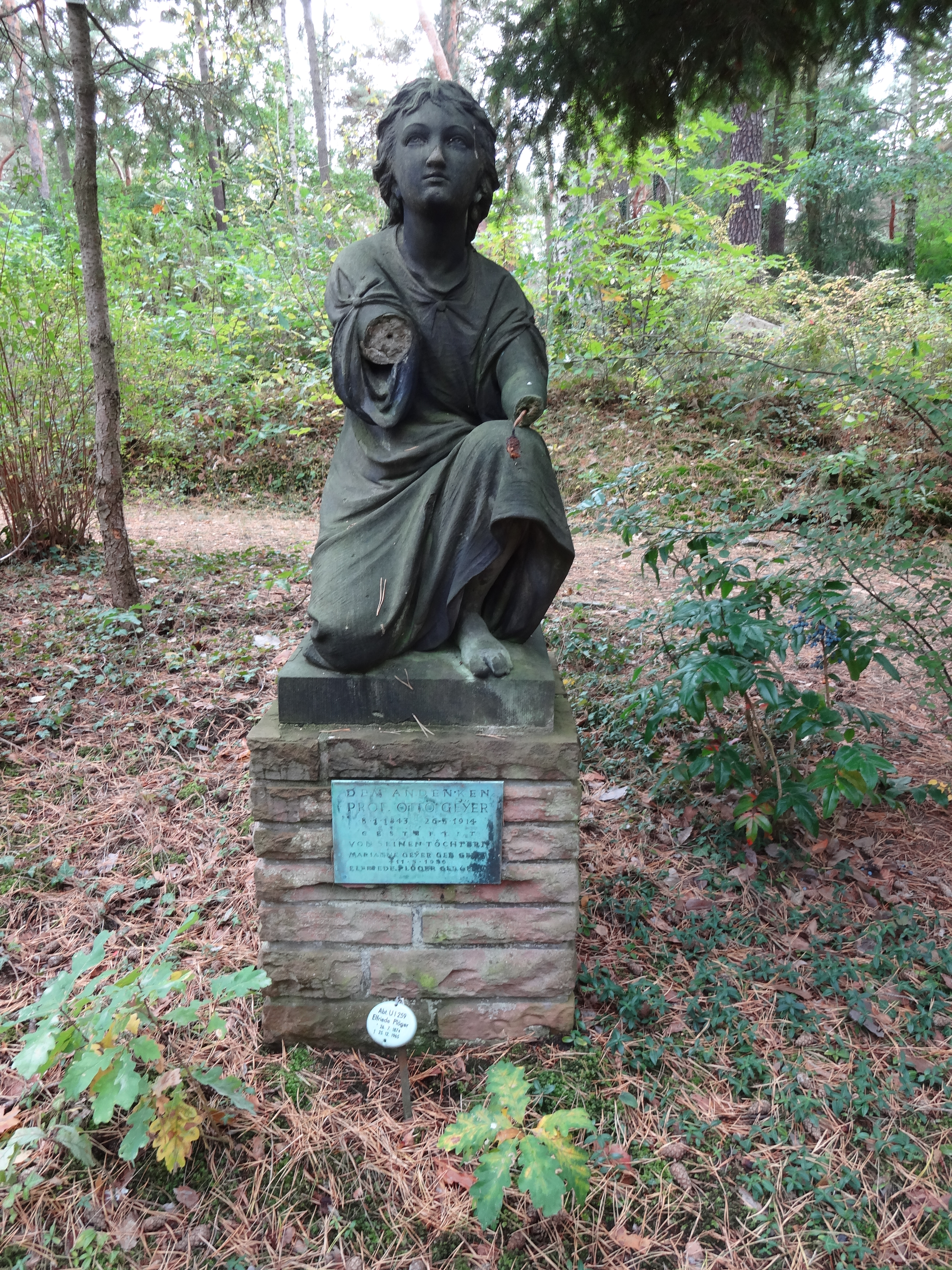
Gedenkstätte für Geyer auf dem Waldfriedhof Zehlendorf

Geyer wurde auf dem Friedhof Wilmersdorf beigesetzt. Das Grab ist nicht erhalten. Auf dem Waldfriedhof Zehlendorf steht zu seinen Ehren ein von seinen Töchtern gestifteter Gedenkstein mit Skulptur.

## Werke

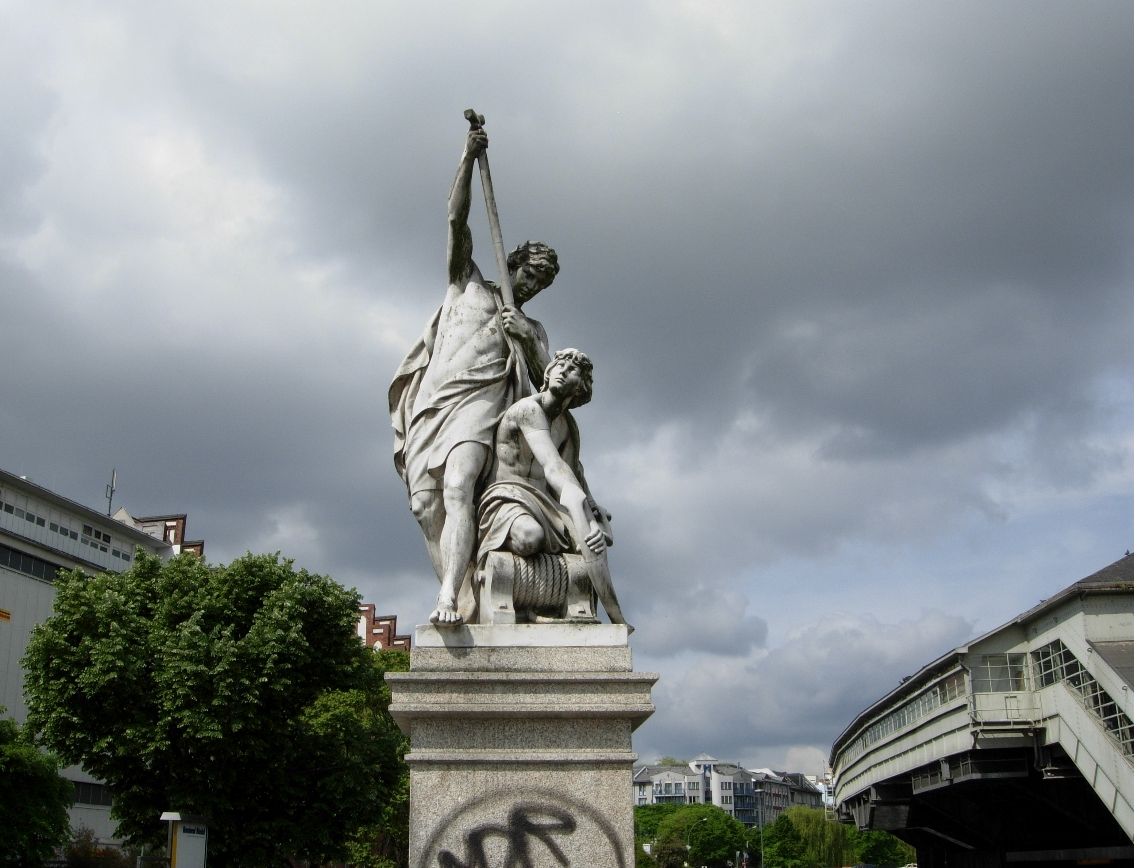
Flußschiffahrt

- Plastische Arbeiten am Naturkundemuseum in Gotha, 1866
- Marmorbüste eines jungen Mädchens, Nationalgalerie Berlin, 1868
- Figurenfries (Stuck) im Treppenhaus der Alten Nationalgalerie (Berlin-Mitte), 1870–1875
- Plastischer Schmuck an der Weichselbrücke in Thorn, 1874
- Figurenfries (Terrakotta) an der Hauptfront des Roten Rathauses in Berlin, um 1877 (zusammen mit Ludwig Brodwolf, Alexander Calandrelli und Rudolf Schweinitz)
- Figurengruppe Flußschiffahrt auf der Brücke über den Landwehrkanal am Halleschen Tor in Berlin-Kreuzberg, 1879
- Medaillons mit Darstellungen von Architektur und Ingenieurwissenschaft am Anhalter Bahnhof in Berlin, 1872–1880
- Reliefs und Statuen am Bahnhof Straßburg, 1882
- Kaiser-Wilhelm-Denkmal in Iserlohn, 1883
- Kriegerdenkmal für die Gefallenen der Kriege von 1866 und 1870/1871 in Mühlhausen in Thüringen, 1883, abgebrochen 1967
- Auferstehungsengel auf dem Luisenstädtischen Friedhof in Berlin-Kreuzberg, 1886
- Relief für den Grabstein von Paul Eckelberg auf dem Friedhof der Zwölf-Apostel-Gemeinde in Berlin-Schöneberg, 1897
- Bronze-Figur (auf einer Schildkröte balancierender Knabe), 1900
- Fries im Lichthof des Kunstgewerbemuseums (Martin-Gropius-Bau) in Berlin
- Kapitelle und Kanzel in der Herz-Jesu-Kirche in Berlin-Prenzlauer Berg
- Zwei Reliefs am Hauptbahnhof in Köln (nur Gipskopien erhalten)
- Medaillon am Grabstein des Architekten Hermann Friedrich Waesemann auf dem Friedhof II der Sophiengemeinde Berlin in Berlin-Mitte
- Mann mit Bronzespiegel, Nationalgalerie Berlin